# Під укіс (Чорне дзеркало)
«Під укіс» — перший епізод третього сезону телесеріалу Чорне дзеркало. Головні ролі у цьому епізоді виконали Брайс Даллас Говард, Еліс Ів, Черрі Джонс та Джеймс Нортон. Сценарій до серії написали Майкл Шур та Рашида Джонс, ґрунтуючись на оповіданні творця серіалу Чарлі Брукера. Прем'єра епізоду відбулась 21 жовтня 2016 на каналі Netflix.

## Сюжет
Лейсі Паунд (Брайс Даллас Говард) живе у світі, де люди можуть ставити одне одному оцінки від 1 до 5 у реальному житті. Лейсі, одержима хорошими оцінками, починає епізод із рейтингом приблизно 4,2. Вона живе зі своїм братом Раяном (Джеймс Нортон), який має нижчий рейтинг і не турбується з цього приводу. Термін оренди житла закінчується, і Лейсі намагається переїхати до престижного комплексу «Бухта пеліканів», хоча її брат проти цього. Щоб мати можливість оселитися у цьому комплексі, Лейсі повинна або платити велику оренду, або отримати знижку, досягнувши рейтингу 4,5 або вище.
Наомі (Еліс Ів) — подруга дитинства Лейсі — просить її стати дружкою на її весіллі. Наомі має рейтинг 4,8, дружить із людьми «вищого класу» та живе на приватному острові. Лейсі сподівається, що, коли вона виголосить промову дружки, гості весілля добре її оцінять і вона набере необхідний рейтинг 4,5. Вона їде до аеропорту, але її рейс скасовано. Через суперечку з Раяном та декілька випадкових конфліктів із незнайомцями, її рейтинг опускається нижче 4,2, тож їй не дозволяють придбати квиток на інший літак. Лейсі влаштовує істерику в аеропорту, і охорона призначає її 24-годинне покарання, яке тимчасово знижує її рейтинг до 3,1, а всі негативні оцінки подвоюють силу.
Низький рейтинг Лейсі призводить до того, що єдиним виходом для неї залишається оренда старої машини та 9-годинна дорога на весілля Наомі. Коли орендований електромобіль розряджається, їй не вдається зарядити його, бо він настільки старий, що на нього вже немає адаптерів. Лейсі намагається доїхати автостопом, але люди проїжджають повз, бачачи її низький рейтинг. Зрештою її підбирає далекобійниця Сьюзен (Черрі Джонс), яка зізнається, що раніше так само була одержима рейтингами, допоки її чоловік не помер від раку, тому що йому не надали лікування через те, що він мав рейтинг 4,3, а не 4,4.
Наомі телефонує Лейсі і каже, що не хоче більше бачити її на весіллі, оскільки рейтинг Лейсі спустився до 2,6. Розлючена, Лейсі вирішує за будь-яку ціну потрапити на весілля та незаконно вторгається на острів і несподівано з'являється на весільному бенкеті. Лейсі квапливо виголошує свою промову і починає погрожувати ножем чоловіку Наомі Полу (Алан Рітчсон). Лейсі заарештовують, із неї видаляють застосунок для рейтингів та садять до в'язниці. У камері вона починає сварку з іншим ув'язненим, але їхня взаємна злість перетворюється у взаємне щире задоволення, бо вони нарешті розуміють нікчемність і суб'єктивність цих рейтингів, які потребують від людини лицемірства і брехні в обмін на уявні бали і реальні бонуси, позбавляючи недостатньо конформних особистостей права на власну індивідуальність, а деколи на головне — життя.

## Виробництво
Епізод заснований на ідеї творця серіалу Чарлі Брукера, який написав синопсис на три сторінки. Цей синопсис Щур та Джонс перетворили на «комедійний, загадковий» сценарій.

## Критика
Епізод отримав схвальні відгуки критиків. Бенжамін Лі із The Guardian зауважив, що епізод «зумів створити достовірний та естетично виразний міні-всесвіт, який не потребує додаткового опису». Метт Фаулер з IGN зазначив, що епізод «водночас розважає та знуджує, хоча це не так і погано, враховуючи, що наступні два епізоди набагато ґрунтовніші та похмуріші».
За свою роль у цьому епізоді, Брайс Даллас Говард була номінована на Премію Гільдії кіноакторів США у номінації «найкраща акторка міні-серіалу або телефільму».

## Нові технологій епізоду в реальному житті
В епізоді присутні нові технології та явища, які асоціюються з такими явищами сучасного життя як:
- рейтингова система соціальних мереж (Facebook, Instagram, тощо).
- системма соціального кредиту в Китаї
- очні імпланти з функціями аналогічним Google Lens, Google Glasses, Microsoft HoloLens[5].